# 岡本和也
岡本 和也（おかもと かずや、1981年8月10日 - ）は、競技麻雀のプロ雀士。静岡県出身。
日本プロ麻雀連盟所属。団体内の段位は四段。

## 獲得タイトル
- 新人王戦（第27期）[1]